# Acondrita asteroidal
Les acondrites asteroidals, també anomenades acondrites evolucionades, són una classe de meteorits del tipus acondrites. S'anomenen d'aquesta manera perquè s'han diferenciat en un cos progenitor. Això significa que la seva composició mineralògica i química es va modificar mitjançant processos de fusió i cristal·lització.

## Classificació
Les acondrites asteroidals es divideixen diversos grups:
- Howardites
- Eucrites
- Diogenites
- Angrites
- Aubrites
- Ureilites
- Brachinites

Els meteorits HED són un clan de meteorits. Reben aquest nom com a acrònim de les lletres inicials dels tres grups que el componen: howardites, eucrites i diogenites. S'agrupen perquè podrien haver-se originat a l'asteroide (4) Vesta, ja que els seus espectres de reflexió són molt similars.